# Slumbung (Gandusari)
Slumbung is een bestuurslaag in het regentschap Blitar van de provincie Oost-Java, Indonesië. Slumbung telt 2813 inwoners (volkstelling 2010).